# Pw4ü Bay 23

Zeichnung zu PW4ü Bay 231

Bei den bayerischen Pw4ü Bay 23 handelt es sich um Drehgestell-Gepäckwagen, die nach dem Blatt 5968 für die Bayerischen Staatseisenbahnen 1923 beschafft wurden. Sie entsprachen in Abmessungen, Aufbau und Ausstattung den Wagen der letzten Bauserie nach Blatt 231, die 1919 geliefert wurden.

## Beschaffung
Für den Einsatz in schnelllaufenden Eil-, Schnell- und Durchgangszügen wurden adäquate Gepäckwagen benötigt. So beschafften die Bayerischen Staatseisenbahnen zwischen 1906 und 1923 insgesamt 85 vierachsige Wagen in drei Lieferserien. Die Lieferserie der Wagen von 1923 waren dabei Nachbauten der Serie nach Blatt 231. Es handelte sich dabei um eine Ersatzbeschaffung der wegen Abgabe als Reparationsleistung aus dem Bestand ausgeschiedenen Wagen. Diese Wagen besaßen allerdings keine Sonderausstattung mehr für den internationalen Einsatz nach Österreich, der Schweiz oder Frankreich.

## Verbleib
Drei Wagen mussten als Reparationsleistungen 1919 abgegeben werden. Bis Ende 1945 wurden weitere drei Wagen ausgemustert, je einer zum Kraftwerkswagen bzw. zum Bahndienstwagen umgerüstet und für insgesamt 14 Wagen ist der Verbleib ungeklärt. Fünf Wagen waren als Altschadwagen abgestellt und wurden bis Juli 1950 ausgemustert. Insgesamt 13 kamen noch zur DB, ein Wagen wurde als Spenderfahrzeug für das YG-Programm genutzt.

## Konstruktive Merkmale

### Untergestell
Der Rahmen der Wagen war komplett aus Profileisen aufgebaut und genietet. Die äußeren Längsträger hatten U-Form mit nach außen gerichteten Flanschen. Die Querträger waren ebenfalls aus U-Profilen und nicht gekröpft. Als Zugeinrichtung hatten die Wagen Schraubenkupplungen nach VDEV. Die Zugstange war durchgehend und mittig gefedert. Als Stoßeinrichtung besaßen die Wagen ursprünglich zweifach geschlitzte Korbpuffer mit einer Einbaulänge von 650 mm und 400 mm für die Pufferteller. Diese wurde später durch Hülsenpuffer ersetzt. Zur Unterstützung der äußeren Längsträger wurde ein Sprengwerk aus Säulenständern und nachstellbaren Spannstangen eingebaut.

### Laufwerk
Die Wagen hatten aus Bleche und Winkeln genietete Drehgestelle der bayerischen Bauart mit einem Radstand von 2500 mm. Gelagert waren die Achsen in Gleitachslagern. Die Räder hatten Speichenradkörper. Für den internationalen Einsatz hatten die Wagen neben der Westinghouse'-Luftdruckbremse auch Saugluftbremsen des Systems Hardy. Zusätzlich gab es noch eine Handspindelbremse, die auch von der Kanzel des Dienstraums aus bedient werden konnte.

### Wagenkasten
Der Rahmen des Wagenkastens bestand aus einem hölzernen Ständerwerk, welches durch stählerne Zugbänder versteift wurde. Die Wände waren außen mit Blechen und innen mit Holz verkleidet. Die Seiten- und die Stirnwände waren gerade, die Einstiegstüren eingerückt. Der Wagenkasten war in ein Dienstabteil, ein abgeschlossenes Zollabteil mit Seitengang sowie einem großen Gepäckraum mit zwei Hundeboxen unterteilt. Das flache Tonnendach war über dem Dienstraum mit einer aufgesetzten Kanzel versehen, die dem Zugführer als Beobachtungskanzel diente. Über den Einstiegstüren waren die Dächer ausgespart. Bei den Wagen der Baulose ab 1910 besaßen die Dächer die windschnittigen Aussparungen. Die Wagenübergänge an den Stirnseiten waren durch Faltenbälge gesichert. Zum schnellen Be- und Entladen gab es je zwei 1.500 mm breite Schiebetüren, die auf Rollen standen und mit Kopfstangen geführt wurden.

### Ausstattung
Neben einem Dienstabteil mit Zugführerkanzel und Abort gab es einen großen Laderaum mit integriertem, abschließbaren Zollabteil sowie zwei Hundeboxen.
Beleuchtet wurden die Wagen mit Gasglühlichtern. Der zur Versorgung dienende Behälter war in Längsrichtung unter dem Wagenkasten angebracht. In den 1930er Jahren erfolgte ein Umbau auf elektrische Beleuchtung. Die Beheizung erfolgte mit Dampf. Zur Belüftung gab es statische Lüfter auf dem Dach.

## Wagennummern
| Herstelldaten        | Herstelldaten        | Wagennummern je Epoche Gattungszeichen | Wagennummern je Epoche Gattungszeichen | Wagennummern je Epoche Gattungszeichen | Wagennummern je Epoche Gattungszeichen | Wagennummern je Epoche Gattungszeichen | Wagennummern je Epoche Gattungszeichen | Wagennummern je Epoche Gattungszeichen | Fahrwerk | Fahrwerk | Fahrwerk | Ausstattung | Ausstattung | Ausstattung | Ausstattung | Ausstattung | Ausstattung | Ausstattung | Zusatzinfos | Zusatzinfos | Zusatzinfos | Zusatzinfos |
| Bau- jahr            | Her- steller         | ab 1875                                | ab 1909 (1907)                         | Rep. (1919)                            | DR (ab 1923) | DRG (ab 1930) | DRG n. Umbau | Ausge- mustert | Bremsen | Anz. Achs. | Lenk- achs. | Bl. | Hz. | Anz. Abort | Anzahl der Abteile | Anzahl der Abteile | Anzahl der Abteile | Anzahl der Abteile | Signal- halter | Bemerkung | | |
| Blatt-Nr. 5968       | Blatt-Nr. 5968       |                                        | PPü                                    |                                        | Pw4ü Bay 23 | Pw4ü Bay 23 | | | (siehe Legende) | | | (siehe Legende) | (siehe Legende) | | D | G | V | Z | (siehe Legende) | | | |
| -------------------- | -------------------- | -------------------------------------- | -------------------------------------- | -------------------------------------- | --- | --- | --- | --- | --- | --- | --- | --- | --- | --- | --- | --- | --- | --- | --- | --- | --- | --- |
| 1923                 | Rathg.               |                                        | 90 029 Mü                              |                                        | 90 027 Mü | 107 989 Mü | | 01/1959 | H; Wsbr; Ahbr | 4 | | Gg | D | 1 | 1 | 1 | 2 | 1 | | | | |
| 1923                 | Rathg.               | 90 030 Mü                              |                                        | 90 028 Mü                              | 107 990 Mü | | ? 1945 | | H; Wsbr; Ahbr | 4 | | Gg | D | 1 | 1 | 1 | 2 | 1 | | | | |
| 1923                 | Rathg.               | 90 031 Mü                              |                                        | 90 029 Mü                              | 107 991 Mü | | xx/1945 | | H; Wsbr; Ahbr | 4 | | Gg | D | 1 | 1 | 1 | 2 | 1 | | | | |
| 1923                 | Rathg.               | 90 032 Mü                              |                                        | 90 030 Mü                              | 107 992 Mü | | ? 1945 | | H; Wsbr; Ahbr | 4 | | Gg | D | 1 | 1 | 1 | 2 | 1 | | | | |
| 1923                 | Rathg.               | 90 033 Mü                              |                                        | 90 031 Mü                              | 107 993 Mü | | ? 1945 | | H; Wsbr; Ahbr | 4 | | Gg | D | 1 | 1 | 1 | 2 | 1 | | | | |
| Legende Bremsen      | Legende Bremsen      | Legende Bremsen                        | Handbremstypen                         | Handbremstypen                         | BrH = Bremserhaus; Pl = Handbremse auf Plattform; Fsbr = Freisitzbremse | BrH = Bremserhaus; Pl = Handbremse auf Plattform; Fsbr = Freisitzbremse | BrH = Bremserhaus; Pl = Handbremse auf Plattform; Fsbr = Freisitzbremse | BrH = Bremserhaus; Pl = Handbremse auf Plattform; Fsbr = Freisitzbremse | BrH = Bremserhaus; Pl = Handbremse auf Plattform; Fsbr = Freisitzbremse | BrH = Bremserhaus; Pl = Handbremse auf Plattform; Fsbr = Freisitzbremse | BrH = Bremserhaus; Pl = Handbremse auf Plattform; Fsbr = Freisitzbremse | BrH = Bremserhaus; Pl = Handbremse auf Plattform; Fsbr = Freisitzbremse | BrH = Bremserhaus; Pl = Handbremse auf Plattform; Fsbr = Freisitzbremse | BrH = Bremserhaus; Pl = Handbremse auf Plattform; Fsbr = Freisitzbremse | BrH = Bremserhaus; Pl = Handbremse auf Plattform; Fsbr = Freisitzbremse | BrH = Bremserhaus; Pl = Handbremse auf Plattform; Fsbr = Freisitzbremse | BrH = Bremserhaus; Pl = Handbremse auf Plattform; Fsbr = Freisitzbremse | BrH = Bremserhaus; Pl = Handbremse auf Plattform; Fsbr = Freisitzbremse | BrH = Bremserhaus; Pl = Handbremse auf Plattform; Fsbr = Freisitzbremse | BrH = Bremserhaus; Pl = Handbremse auf Plattform; Fsbr = Freisitzbremse | BrH = Bremserhaus; Pl = Handbremse auf Plattform; Fsbr = Freisitzbremse | BrH = Bremserhaus; Pl = Handbremse auf Plattform; Fsbr = Freisitzbremse |
|                      |                      |                                        | Druckluftbremsen                       | Druckluftbremsen                       | Hnbr = Henri-Bremse; Hsbr = Henri-Schnellbremse; Kp. = Knorr-Bremse; Sbr. = Schleifer-Bremse; Ssbr = Schleifer-Schnellbremse; Wbr = Westinghouse-Bremse; Wsbr = Westinghouse-Schnellbremse; | Hnbr = Henri-Bremse; Hsbr = Henri-Schnellbremse; Kp. = Knorr-Bremse; Sbr. = Schleifer-Bremse; Ssbr = Schleifer-Schnellbremse; Wbr = Westinghouse-Bremse; Wsbr = Westinghouse-Schnellbremse; | Hnbr = Henri-Bremse; Hsbr = Henri-Schnellbremse; Kp. = Knorr-Bremse; Sbr. = Schleifer-Bremse; Ssbr = Schleifer-Schnellbremse; Wbr = Westinghouse-Bremse; Wsbr = Westinghouse-Schnellbremse; | Hnbr = Henri-Bremse; Hsbr = Henri-Schnellbremse; Kp. = Knorr-Bremse; Sbr. = Schleifer-Bremse; Ssbr = Schleifer-Schnellbremse; Wbr = Westinghouse-Bremse; Wsbr = Westinghouse-Schnellbremse; | Hnbr = Henri-Bremse; Hsbr = Henri-Schnellbremse; Kp. = Knorr-Bremse; Sbr. = Schleifer-Bremse; Ssbr = Schleifer-Schnellbremse; Wbr = Westinghouse-Bremse; Wsbr = Westinghouse-Schnellbremse; | Hnbr = Henri-Bremse; Hsbr = Henri-Schnellbremse; Kp. = Knorr-Bremse; Sbr. = Schleifer-Bremse; Ssbr = Schleifer-Schnellbremse; Wbr = Westinghouse-Bremse; Wsbr = Westinghouse-Schnellbremse; | Hnbr = Henri-Bremse; Hsbr = Henri-Schnellbremse; Kp. = Knorr-Bremse; Sbr. = Schleifer-Bremse; Ssbr = Schleifer-Schnellbremse; Wbr = Westinghouse-Bremse; Wsbr = Westinghouse-Schnellbremse; | Hnbr = Henri-Bremse; Hsbr = Henri-Schnellbremse; Kp. = Knorr-Bremse; Sbr. = Schleifer-Bremse; Ssbr = Schleifer-Schnellbremse; Wbr = Westinghouse-Bremse; Wsbr = Westinghouse-Schnellbremse; | Hnbr = Henri-Bremse; Hsbr = Henri-Schnellbremse; Kp. = Knorr-Bremse; Sbr. = Schleifer-Bremse; Ssbr = Schleifer-Schnellbremse; Wbr = Westinghouse-Bremse; Wsbr = Westinghouse-Schnellbremse; | Hnbr = Henri-Bremse; Hsbr = Henri-Schnellbremse; Kp. = Knorr-Bremse; Sbr. = Schleifer-Bremse; Ssbr = Schleifer-Schnellbremse; Wbr = Westinghouse-Bremse; Wsbr = Westinghouse-Schnellbremse; | Hnbr = Henri-Bremse; Hsbr = Henri-Schnellbremse; Kp. = Knorr-Bremse; Sbr. = Schleifer-Bremse; Ssbr = Schleifer-Schnellbremse; Wbr = Westinghouse-Bremse; Wsbr = Westinghouse-Schnellbremse; | Hnbr = Henri-Bremse; Hsbr = Henri-Schnellbremse; Kp. = Knorr-Bremse; Sbr. = Schleifer-Bremse; Ssbr = Schleifer-Schnellbremse; Wbr = Westinghouse-Bremse; Wsbr = Westinghouse-Schnellbremse; | Hnbr = Henri-Bremse; Hsbr = Henri-Schnellbremse; Kp. = Knorr-Bremse; Sbr. = Schleifer-Bremse; Ssbr = Schleifer-Schnellbremse; Wbr = Westinghouse-Bremse; Wsbr = Westinghouse-Schnellbremse; | Hnbr = Henri-Bremse; Hsbr = Henri-Schnellbremse; Kp. = Knorr-Bremse; Sbr. = Schleifer-Bremse; Ssbr = Schleifer-Schnellbremse; Wbr = Westinghouse-Bremse; Wsbr = Westinghouse-Schnellbremse; | Hnbr = Henri-Bremse; Hsbr = Henri-Schnellbremse; Kp. = Knorr-Bremse; Sbr. = Schleifer-Bremse; Ssbr = Schleifer-Schnellbremse; Wbr = Westinghouse-Bremse; Wsbr = Westinghouse-Schnellbremse; | Hnbr = Henri-Bremse; Hsbr = Henri-Schnellbremse; Kp. = Knorr-Bremse; Sbr. = Schleifer-Bremse; Ssbr = Schleifer-Schnellbremse; Wbr = Westinghouse-Bremse; Wsbr = Westinghouse-Schnellbremse; | Hnbr = Henri-Bremse; Hsbr = Henri-Schnellbremse; Kp. = Knorr-Bremse; Sbr. = Schleifer-Bremse; Ssbr = Schleifer-Schnellbremse; Wbr = Westinghouse-Bremse; Wsbr = Westinghouse-Schnellbremse; | Hnbr = Henri-Bremse; Hsbr = Henri-Schnellbremse; Kp. = Knorr-Bremse; Sbr. = Schleifer-Bremse; Ssbr = Schleifer-Schnellbremse; Wbr = Westinghouse-Bremse; Wsbr = Westinghouse-Schnellbremse; |
|                      |                      |                                        | Saugluftbremsen                        | Saugluftbremsen                        | Hbr = Hardy-Bremse; Ahbr = Autom. Hardy-Vacuumbremse | Hbr = Hardy-Bremse; Ahbr = Autom. Hardy-Vacuumbremse | Hbr = Hardy-Bremse; Ahbr = Autom. Hardy-Vacuumbremse | Hbr = Hardy-Bremse; Ahbr = Autom. Hardy-Vacuumbremse | Hbr = Hardy-Bremse; Ahbr = Autom. Hardy-Vacuumbremse | Hbr = Hardy-Bremse; Ahbr = Autom. Hardy-Vacuumbremse | Hbr = Hardy-Bremse; Ahbr = Autom. Hardy-Vacuumbremse | Hbr = Hardy-Bremse; Ahbr = Autom. Hardy-Vacuumbremse | Hbr = Hardy-Bremse; Ahbr = Autom. Hardy-Vacuumbremse | Hbr = Hardy-Bremse; Ahbr = Autom. Hardy-Vacuumbremse | Hbr = Hardy-Bremse; Ahbr = Autom. Hardy-Vacuumbremse | Hbr = Hardy-Bremse; Ahbr = Autom. Hardy-Vacuumbremse | Hbr = Hardy-Bremse; Ahbr = Autom. Hardy-Vacuumbremse | Hbr = Hardy-Bremse; Ahbr = Autom. Hardy-Vacuumbremse | Hbr = Hardy-Bremse; Ahbr = Autom. Hardy-Vacuumbremse | Hbr = Hardy-Bremse; Ahbr = Autom. Hardy-Vacuumbremse | Hbr = Hardy-Bremse; Ahbr = Autom. Hardy-Vacuumbremse | Hbr = Hardy-Bremse; Ahbr = Autom. Hardy-Vacuumbremse |
| Legende BL           | Legende BL           | Legende BL                             | Arten der Beleuchtung                  | Arten der Beleuchtung                  | P = Petroleumleuchte; G = Gasleuchte; Gg = Gas-Glühleuchte; El = elektrische Beleuchtung | P = Petroleumleuchte; G = Gasleuchte; Gg = Gas-Glühleuchte; El = elektrische Beleuchtung | P = Petroleumleuchte; G = Gasleuchte; Gg = Gas-Glühleuchte; El = elektrische Beleuchtung | P = Petroleumleuchte; G = Gasleuchte; Gg = Gas-Glühleuchte; El = elektrische Beleuchtung | P = Petroleumleuchte; G = Gasleuchte; Gg = Gas-Glühleuchte; El = elektrische Beleuchtung | P = Petroleumleuchte; G = Gasleuchte; Gg = Gas-Glühleuchte; El = elektrische Beleuchtung | P = Petroleumleuchte; G = Gasleuchte; Gg = Gas-Glühleuchte; El = elektrische Beleuchtung | P = Petroleumleuchte; G = Gasleuchte; Gg = Gas-Glühleuchte; El = elektrische Beleuchtung | P = Petroleumleuchte; G = Gasleuchte; Gg = Gas-Glühleuchte; El = elektrische Beleuchtung | P = Petroleumleuchte; G = Gasleuchte; Gg = Gas-Glühleuchte; El = elektrische Beleuchtung | P = Petroleumleuchte; G = Gasleuchte; Gg = Gas-Glühleuchte; El = elektrische Beleuchtung | P = Petroleumleuchte; G = Gasleuchte; Gg = Gas-Glühleuchte; El = elektrische Beleuchtung | P = Petroleumleuchte; G = Gasleuchte; Gg = Gas-Glühleuchte; El = elektrische Beleuchtung | P = Petroleumleuchte; G = Gasleuchte; Gg = Gas-Glühleuchte; El = elektrische Beleuchtung | P = Petroleumleuchte; G = Gasleuchte; Gg = Gas-Glühleuchte; El = elektrische Beleuchtung | P = Petroleumleuchte; G = Gasleuchte; Gg = Gas-Glühleuchte; El = elektrische Beleuchtung | P = Petroleumleuchte; G = Gasleuchte; Gg = Gas-Glühleuchte; El = elektrische Beleuchtung | P = Petroleumleuchte; G = Gasleuchte; Gg = Gas-Glühleuchte; El = elektrische Beleuchtung |
| Legende HZ           | Legende HZ           | Legende HZ                             | Arten der Beheizung                    | Arten der Beheizung                    | O = Ofenheizung; D = Dampfheizung; Pr. = Presskohleheizung; L = nur Dampfleitung | O = Ofenheizung; D = Dampfheizung; Pr. = Presskohleheizung; L = nur Dampfleitung | O = Ofenheizung; D = Dampfheizung; Pr. = Presskohleheizung; L = nur Dampfleitung | O = Ofenheizung; D = Dampfheizung; Pr. = Presskohleheizung; L = nur Dampfleitung | O = Ofenheizung; D = Dampfheizung; Pr. = Presskohleheizung; L = nur Dampfleitung | O = Ofenheizung; D = Dampfheizung; Pr. = Presskohleheizung; L = nur Dampfleitung | O = Ofenheizung; D = Dampfheizung; Pr. = Presskohleheizung; L = nur Dampfleitung | O = Ofenheizung; D = Dampfheizung; Pr. = Presskohleheizung; L = nur Dampfleitung | O = Ofenheizung; D = Dampfheizung; Pr. = Presskohleheizung; L = nur Dampfleitung | O = Ofenheizung; D = Dampfheizung; Pr. = Presskohleheizung; L = nur Dampfleitung | O = Ofenheizung; D = Dampfheizung; Pr. = Presskohleheizung; L = nur Dampfleitung | O = Ofenheizung; D = Dampfheizung; Pr. = Presskohleheizung; L = nur Dampfleitung | O = Ofenheizung; D = Dampfheizung; Pr. = Presskohleheizung; L = nur Dampfleitung | O = Ofenheizung; D = Dampfheizung; Pr. = Presskohleheizung; L = nur Dampfleitung | O = Ofenheizung; D = Dampfheizung; Pr. = Presskohleheizung; L = nur Dampfleitung | O = Ofenheizung; D = Dampfheizung; Pr. = Presskohleheizung; L = nur Dampfleitung | O = Ofenheizung; D = Dampfheizung; Pr. = Presskohleheizung; L = nur Dampfleitung | O = Ofenheizung; D = Dampfheizung; Pr. = Presskohleheizung; L = nur Dampfleitung |
| Legende Signalhalter | Legende Signalhalter | Legende Signalhalter                   | zum Übergang nach                      | zum Übergang nach                      | AT = Österreich; IT = Italien; CH = Schweiz; FR = Frankreich; BE = Belgien | AT = Österreich; IT = Italien; CH = Schweiz; FR = Frankreich; BE = Belgien | AT = Österreich; IT = Italien; CH = Schweiz; FR = Frankreich; BE = Belgien | AT = Österreich; IT = Italien; CH = Schweiz; FR = Frankreich; BE = Belgien | AT = Österreich; IT = Italien; CH = Schweiz; FR = Frankreich; BE = Belgien | AT = Österreich; IT = Italien; CH = Schweiz; FR = Frankreich; BE = Belgien | AT = Österreich; IT = Italien; CH = Schweiz; FR = Frankreich; BE = Belgien | AT = Österreich; IT = Italien; CH = Schweiz; FR = Frankreich; BE = Belgien | AT = Österreich; IT = Italien; CH = Schweiz; FR = Frankreich; BE = Belgien | AT = Österreich; IT = Italien; CH = Schweiz; FR = Frankreich; BE = Belgien | AT = Österreich; IT = Italien; CH = Schweiz; FR = Frankreich; BE = Belgien | AT = Österreich; IT = Italien; CH = Schweiz; FR = Frankreich; BE = Belgien | AT = Österreich; IT = Italien; CH = Schweiz; FR = Frankreich; BE = Belgien | AT = Österreich; IT = Italien; CH = Schweiz; FR = Frankreich; BE = Belgien | AT = Österreich; IT = Italien; CH = Schweiz; FR = Frankreich; BE = Belgien | AT = Österreich; IT = Italien; CH = Schweiz; FR = Frankreich; BE = Belgien | AT = Österreich; IT = Italien; CH = Schweiz; FR = Frankreich; BE = Belgien | AT = Österreich; IT = Italien; CH = Schweiz; FR = Frankreich; BE = Belgien |